# Cerkiew Opieki Matki Bożej w Dworcu
Cerkiew pod wezwaniem Opieki Matki Bożej – prawosławna cerkiew parafialna w Dworcu, w dekanacie zdzięcielskim eparchii nowogródzkiej Egzarchatu Białoruskiego Patriarchatu Moskiewskiego.

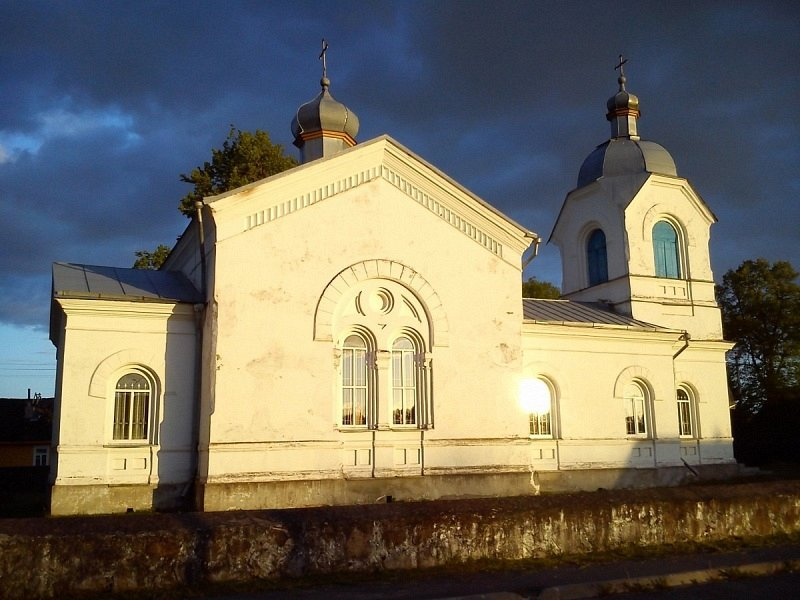
Widok od strony północnej

Jest to świątynia murowana, wzniesiona w latach 1866–1869, konsekrowana 14 października 1869 r.